# Paul Dana
Paul Dana (St. Louis, 15 de abril de 1975 — Homestead, 26 de março de 2006) foi um automobilista norte-americano.

## Carreira
Formado em jornalismo, Dana (que antes de correr trabalhou como mecânico, instrutor de direção e repórter das revistas Autoweek e Sports Illustrated) iniciou sua carreira no automobilismo em 1998, aos 23 anos de idade, disputando a Barber Dodge Pro Series.
Após passagens nas Fórmulas Ford 2000 e 3, passa a disputar a Infiniti Pro Series (nova denominação da Indy Lights, adotada em 2002). Logo em seu primeiro ano, conseguiu terminar em 9º lugar no campeonato, fazendo 7 corridas pela Kenn Hardley Racing e 5 corridas pela Brian Stewart Racing. Em 2004, muda-se para a Hemelgarn, onde conquistou o vice-campeonato da categoria, mas não consegue vaga para disputar a temporada 2005 da IndyCar em tempo integral.
Sua estreia na Indy foi pela mesma Hemelgarn, estreando no GP de Homestead, ficando em décimo lugar. Participa ainda das etapas de Phoenix e Motegi, porém não se destaca em ambas. Dana ainda perdeu a chance de correr as 500 Milhas de Indianápolis pela Rahal-Letterman, devido a um acidente nos treinos, tendo sofrido uma lesão na coluna. Em seu lugar, correu Jimmy Kite.

## Morte
Recuperado, Paul Dana voltaria à Rahal-Letterman para disputar a temporada 2006 da IndyCar, tendo como companheiros Danica Patrick e Buddy Rice. Durante o warm-up para as 300 Milhas de Homestead, Ed Carpenter (Vision) tem um problema de pneu e bate, ficando com o carro atravessado na pista. Outros pilotos desviaram, mas Dana, atingido por um detrito, não consegue e bate violentamente no Dallara-Honda #20. A telemetria indicou que a velocidade da batida foi de 283 km/h. Levado ao hospital, o piloto veio a falecer em decorrência dos ferimentos, aos 32 anos de idade.
Em homenagem ao ex-companheiro de equipe, Danica Patrick e Buddy Rice optaram em não participar da corrida. No dia seguinte, o apresentador David Letterman, sócio de Bobby Rahal no time, lamentou o acidente e mandou condolências aos familiares do piloto, que foi substituído por Jeff Simmons. Apesar da morte, Dana, que largaria em 9º lugar na etapa de Homestead, ainda foi classificado em 40º na classificação geral, com 6 pontos.